# 이상영
이상영(李商永, 1850년 7월 13일 ~ ?)은 조선 말기, 대한제국의 관료이다. 본관은 덕수로, 이민실(李敏實)의 아들이다.
1896년 4월 탁지부 주사가 되었다가 5월에 사직하였다. 1897년 2월 21일, 성균관 교수가 되었다. 1905년 11월 28일, 을사조약의 부당한 체결에 항의하여 박제순 등의 대신들을 처벌할 것을 주장하는 상소를 올렸다. 1908년 성균관 교수직에서 물러났다.
1922년 12월 28일, 조선사편찬위원회 위원에 임명되었으나, 이듬해 연로함을 이유로 사임하였다.